# Fabien Boyer
Fabien Boyer (Vienne, 12 aprile 1991) è un calciatore francese naturalizzato malgascio, difensore dell'Excelsior de S.J. e della nazionale malgascia.

## Carriera

### Club
Ha giocato nella seconda divisione francese.

### Nazionale
Nel 2017 ha esordito in nazionale.